# Orimarga (Diotrepha) subprotrusa
Orimarga (Diotrepha) subprotrusa is een tweevleugelige uit de familie steltmuggen (Limoniidae). De soort komt voor in het Neotropisch gebied.